# Volossovo
Volossovo (en russe : Волосово) est une ville de l'oblast de Léningrad, en Russie, et le centre administratif du raïon de Volossovo. Sa population s'élevait à 12 227 habitants en 2013.

## Géographie
Volossovo est située à 85 km au sud-ouest de Saint-Pétersbourg. Elle est desservie par la voie ferrée Tallinn (Estonie) – Saint-Pétersbourg,

## Histoire
Volossovo a été fondée en 1870. À l'époque soviétique, c'était un centre industriel. Elle a le statut de ville depuis 1999.
Au sud-ouest de Volossovo se trouve la base aérienne de Soumsk, qui connut une certaine activité pendant la guerre froide.

## Population
Recensements (*) ou estimations de la population
| 1935  | 1939* | 1945  | 1949  | 1959* | 1970* |
| ----- | ----- | ----- | ----- | ----- | ----- |
| 2 300 | 3 588 | 2 200 | 3 751 | 5 641 | 7 022 |

| 1979* | 1989*  | 2002*  | 2010*  | 2012   | 2013   |
| ----- | ------ | ------ | ------ | ------ | ------ |
| 7 256 | 10 250 | 11 660 | 12 161 | 12 110 | 12 227 |

| 2015   | 2017   | 2019   | 2021   | - | - |
| ------ | ------ | ------ | ------ | - | - |
| 12 212 | 12 148 | 11 209 | 11 621 | - | - |

## Culte
La majorité des habitants sont baptisés dans l'Église orthodoxe russe. Il existe aussi une minorité sans religion, ainsi qu'une petite minorité protestante.

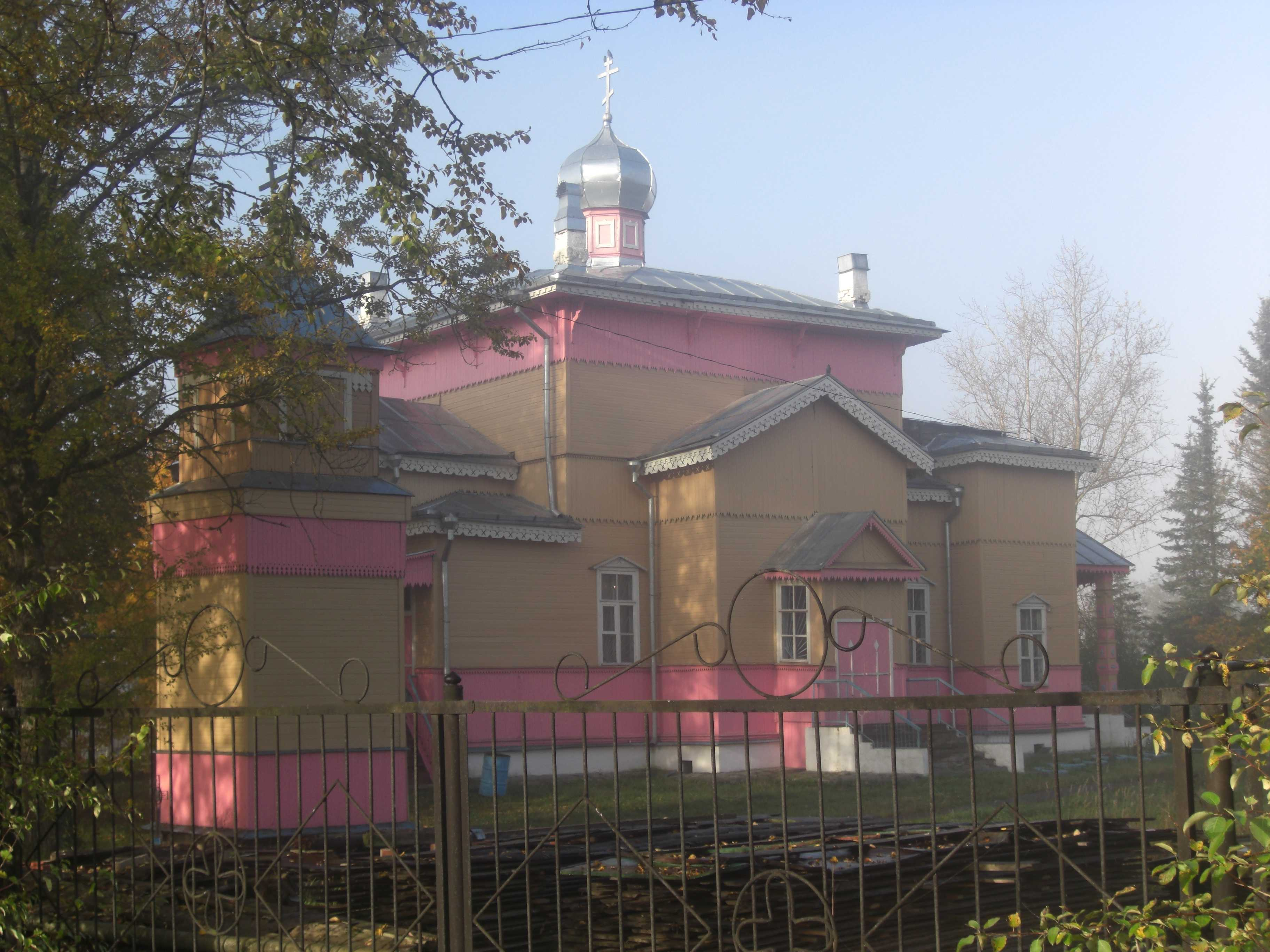
Église Saint-Alexandre-Nevski, siège du doyenné de Volossovo de l'éparchie de Gatchina (construite en 1905).